# Tine Stange
Tine Stange, född 14 maj 1986 i Tønsberg, är en norsk handbollsspelare, spelar som vänsternia.

## Klubblagsspel
Stange började sin karriär i Ramnes IF där hon spelade 1991–2003. Hon har sedan spelat i Larvik HK sedan 2003 och vunnit 11 seriemästerskap med klubben 2005–2017. Främsta meriten på klubbnivån är att hon var med och vann EHF Champions League 2011, spelade final 2013 och 2015. Med Larvik vann hon också Cupvinnercupen 2005 och 2008 och spelade final 2009. Hon är seriemästare i Norge 11 gånger: 2005, 2006, 2007, 2008, 2009, 2010, 2011, 2012, 2014, 2016, 2017. Hon har även vunnit norska cupen 12 gånger: 2003, 2004, 2005, 2006, 2008, 2009, 2010, 2011, 2013, 2014, 2015, 2016. Stange har också vunnit slutspelet i Norge 11 gånger: 2005, 2006, 2007, 2008, 2009, 2010, 2011, 2012, 2014, 2016, 2017. Stange har också  mästerskap i beachhandball. År 2012 skadade hon knäet första gången och blev sedan gravid och var borta ett år. När Larvik 2018 var i stora ekonomiska svårigheter blev Stange gravid för andra gången och opererade sedan sin menisk i höger knä.

## Landslagsspel
Stange spelade 25 ungdomslandskamper för Norge och tre landskamper för rekryteringslaget. Landslagsdebut den 21 juni 2007 mot Sydkorea i en norsk seger 32–31.Hon spelar sedan fler landskamper 2007 men inga 2008. År 2009 kommer hon åter med i A-landslaget och spelar VM 2009 och sedan även EM 2010 för Norge. I VM 2009 vinner hon en bronsmedalj och i EM 2010 blir det guld hennes enda mästerskapstitel. År 2011 slutar hennes framgångsrika period i damlandslaget och hon spelar sedan bara strödda landskamper 2014 och 2016. Att landslagskarriären bröts berodde på knäskador och graviditet 2013. Åren 2007–2016 spelade hon 50 landskamper och stod för 71 mål.